# Flaach
Flaach é uma comuna da Suíça, situada no distrito de Andelfingen, no cantão de Zurique. Tem 6,74 km² de área e sua população em 2018 foi estimada em 1.414 habitantes.